# Shirehampton
Shirehampton är en stadsdel i Bristol i England. Shirehampton var en civil parish 1866–1904. Civil parish hade 2 570 invånare år 1901.